# Жоншере
Жоншере́ (фр. Joncherey) — муніципалітет у Франції, у регіоні Бургундія-Франш-Конте, департамент Територія Бельфор. Населення — 1427 осіб (01.01.2021).
Муніципалітет розташований на відстані близько 380 км на південний схід від Парижа, 85 км на північний схід від Безансона, 17 км на південний схід від Бельфора.

## Історія
2 серпня 1914 року тут відбулася перша збройна сутичка між невеликими підрозділами французької та німецької армії, що сталася ще до офіційного початку першої світової війни (докладніше див. Стрілянина в Жоншере).
У 1956-2015 роках муніципалітет перебував у складі регіону Франш-Конте. Від 1 січня 2016 року належить до нового об'єднаного регіону Бургундія-Франш-Конте.

## Демографія
Динаміка населення (INSEE ):
Розподіл населення за віком та статтю (2006):
| Стать | Всього | До 15 років | 15-24 | 25-44 | 45-64 | 65-85 | Понад 85 |
| --- | ------ | ----------- | ----- | ----- | ----- | ----- | -------- |
| Чоловіки | 624    | 104         | 44    | 184   | 176   | 112   | 4        |
| Жінки | 740    | 152         | 44    | 168   | 168   | 184   | 24       |
| \| Статево-вікова піраміда \| Статево-вікова піраміда \| Статево-вікова піраміда \| \| ----------------------- \| ----------------------- \| ----------------------- \| \| Чоловіки \| Вік \| Жінки \| \| 4 \| 85 + \| 24 \| \| 8 \| 80-84 \| 28 \| \| 44 \| 75-79 \| 68 \| \| 36 \| 70-74 \| 48 \| \| 24 \| 65-69 \| 40 \| \| 28 \| 60-64 \| 12 \| \| 48 \| 55-59 \| 48 \| \| 48 \| 50-54 \| 76 \| \| 52 \| 45-49 \| 32 \| \| 68 \| 40-44 \| 48 \| \| 48 \| 35-39 \| 68 \| \| 48 \| 30-34 \| 28 \| \| 20 \| 25-29 \| 24 \| \| 20 \| 20-24 \| 24 \| \| 24 \| 15-20 \| 20 \| \| 44 \| 10-14 \| 64 \| \| 28 \| 5-9 \| 48 \| \| 32 \| 0-4 \| 40 \| |        |             |       |       |       |       |          |
| Статево-вікова піраміда |        |             |       |       |       |       |          |
| Чоловіки | Вік    | Жінки       |       |       |       |       |          |
| 4 | 85 +   | 24          |       |       |       |       |          |
| 8 | 80-84  | 28          |       |       |       |       |          |
| 44 | 75-79  | 68          |       |       |       |       |          |
| 36 | 70-74  | 48          |       |       |       |       |          |
| 24 | 65-69  | 40          |       |       |       |       |          |
| 28 | 60-64  | 12          |       |       |       |       |          |
| 48 | 55-59  | 48          |       |       |       |       |          |
| 48 | 50-54  | 76          |       |       |       |       |          |
| 52 | 45-49  | 32          |       |       |       |       |          |
| 68 | 40-44  | 48          |       |       |       |       |          |
| 48 | 35-39  | 68          |       |       |       |       |          |
| 48 | 30-34  | 28          |       |       |       |       |          |
| 20 | 25-29  | 24          |       |       |       |       |          |
| 20 | 20-24  | 24          |       |       |       |       |          |
| 24 | 15-20  | 20          |       |       |       |       |          |
| 44 | 10-14  | 64          |       |       |       |       |          |
| 28 | 5-9    | 48          |       |       |       |       |          |
| 32 | 0-4    | 40          |       |       |       |       |          |

## Економіка
2010 року серед 804 осіб працездатного віку (15—64 років) 600 були активними, 204 — неактивними (показник активності 74,6%, у 1999 році було 66,9%). З 600 активних мешканців працювали 532 особи (283 чоловіки та 249 жінок), безробітними було 68 (35 чоловіків та 33 жінки). Серед 204 неактивних 58 осіб було учнями чи студентами, 90 — пенсіонерами, 56 були неактивними з інших причин.

У 2010 році в муніципалітеті числилось 535 оподаткованих домогосподарств, у яких проживали 1335,0 особи, медіана доходів виносила 20 386,5 євро на одного особоспоживача